# هوهانس ایماستاسر

هُوْهانِس ایماستاسر (ارمنی: Հովհաննես Իմաստասեր یا هُوْهانِس سارکاواگ ارمنی: Հովհաննես Սարկավագ؛ ۱۰۴۵ – ۱۱۲۹) محقق قرون وسطی اهل ارمنستان بود که در زمینه‌های فلسفه، الهیات، علوم پرورشی، کیهان‌شناسی، ریاضیات و ادبیات فعالیت می‌کرد. وی در صومعه هاقپات و صومعه ساناهین تحصیل نمود.
هوهانس ایماستاسر (سارکاواگ) که به «سوِفِستوس» به معنی دانا ملقب شده‌است در سده دوازدهم میلادی در عرصهٔ فلسفهٔ ارمنی از شهرت بسزایی برخوردار شد. وی که ژان سوفسطایی نیز خوانده می‌شود از شاعران و دانشمندان نامدار ارمنی است و در عرصهٔ تاریخ‌نگاری تیزدست به آفرینش نیز زده‌است. 
در نیمه سده یازدهم به دنیا آمد و در سال ۱۱۲۹ میلادی درگذشت و در صومعه هاقپات به خاک سپرده شد. سال‌های متمادی ذر مدرسهٔ صومعهٔ هاقبات به آموزگاری پرداخت. گنجینهٔ غنی از خود به یادگار گذاشته‌است که شامل آثار فلسفی و علمی ریاضیات و تقویم می‌شوند. وی صاحب ۱۷ اثر دربارهٔ تقویم است.